# Nederlands Instituut voor Forensische Psychiatrie en Psychologie
Het Nederlands Instituut voor Forensische Psychiatrie en Psychologie (NIFP) is in 2006 ontstaan uit een fusie van de Forensisch Psychiatrische Dienst (FPD) en het Pieter Baan Centrum (PBC).
Het NIFP is het kennisinstituut voor de forensische psychiatrie en psychologie voor het ministerie van Justitie. Het NIFP is verantwoordelijk voor
- psychiatrische zorg en behandeling aan gedetineerden in Nederland
- advisering aan de rechterlijke macht over de persoon van de verdachte (rapportage pro Justitia)
- advisering aan het ministerie van Justitie over uitvoering van individuele tbs

Bij het NIFP werken ruim 150 psychiaters, psychologen en juristen. Daarnaast beschikt het NIFP over een expertregister met 600 psychiaters en psychologen die in strafzaken pro Justitia rapporteren. Het hoofdkantoor van het NIFP is gevestigd in Utrecht. Daarnaast beschikt het NIFP over een eigen psychiatrische observatiekliniek, het Pieter Baan Centrum (PBC). Daarnaast heeft het NIFP elf lokale diensten verspreid over Nederland.

## Psychiatrische zorg en behandeling in detentie
In Nederland verblijven dagelijks ongeveer 15.000 personen in detentie. Ongeveer 25% van deze gedetineerden heeft een psychiatrische stoornis. Bij 10% is deze stoornis zo ernstig dat zij psychiatrische behandeling nodig hebben. Er is dan veelal sprake van een psychotisch beeld (40%) of een persoonlijkheidsstoornis (30%), vaak in combinatie met verslavingsproblematiek (60%) en ernstige verwaarlozing.
De behandeling die de psychiaters van het NIFP bieden is in eerste instantie gericht op stabilisatie van het ziektebeeld, het bijbrengen van ziektebesef en het motiveren tot het ondergaan van een behandeling. In Nederland zijn de juridische mogelijkheden voor een psychiater om iemand met een psychiatrische ziekte in behandeling te nemen zonder diens eigen medewerking zeer beperkt. Veel mensen met een psychiatrisch ziektebeeld hebben echter een gebrekkig ziektebesef en weigeren behandeling. Op basis van diagnostiek zal de psychiater in samenwerking met een ggz-instelling bezien of voor betrokkene een zorg- en behandeltraject kan worden opgezet dat door de instelling wordt voortgezet als betrokkene weer terugkeert in de samenleving.
Als er intensieve psychiatrische behandeling nodig is kan de gedetineerde worden opgenomen op een psychiatrische zorgafdelingen van het gevangeniswezen. De zwaarste zorgafdeling is de Forensische Observatie en Begeleidingsafdeling (FOBA). Hier worden permanent 66 gedetineerden behandeld. Het gaat veelal om mensen die lijden aan een ernstige psychotische wanen en een verstoord realiteitsbesef. Het merendeel van de FOBA-populatie weigert medicatie, maar worden gedwongen onder behandeling gesteld omdat zij een gevaar vormen voor zichzelf of de omgeving.

## Advisering aan de rechterlijke macht
In Nederland worden jaarlijks ongeveer 20.000 personen in een zware strafzaak voor de rechter gebracht . In ongeveer 25% van deze strafzaken vermoedt de rechter of het Openbaar Ministerie dat de verdachte lijdt aan een psychiatrische stoornis. In een dergelijk geval kan de rechter of de officier van justitie de psychiater van het NIFP om gedragsdeskundig advies vragen. De psychiater van het NIFP zal op basis van een kort psychiatrisch onderzoek een voorlopig beeld van de persoonsproblematiek vaststellen en de rechter adviseren al dan niet een diepergaand gedragsdeskundig onderzoek in te stellen naar de persoon van de verdachte, de zogenaamde rapportage pro Justitia. Er zijn meerdere modaliteiten van dit PJ-onderzoek mogelijk:
- psychiatrisch (monodisciplinair)
- psychologisch (of een andere gedragswetenschappelijke discipline; monodisciplinair)
- multidisciplinair (psychiater en een psycholoog, mogelijk aangevuld met een milieuonderzoek door de reclassering)
- klinische observatie in het Pieter Baan Centrum of in een forensische ggz-instelling

Het PJ-onderzoek is gericht op de beantwoording van de volgende vragen:
1. Lijdt betrokkene aan psychiatrische stoornis?
2. Is het delictgedrag (indien bewezen) te verklaren vanuit deze psychiatrische stoornis?
3. Wat is vanwege de stoornis het gevaar op herhaling van het delictgedrag?
4. Welke gedragsinterventie (behandeling) is aangewezen om het recidivegevaar bij deze persoon af te wenden?

De rechter zal bij het bepalen van de strafmaat het pro-Justitia-advies betrekken. Indien de rechter op grond van het pro-Justitia-rapport concludeert dat het delictgedrag in enige mate te herleiden is tot een psychiatrische ziekte en betrokkene verminderd toerekeningsvatbaar is kan de rechter naast een reguliere vrijheidsstraf ook een behandeling opleggen. Deze behandeling kan de vorm hebben van een ter beschikking stelling (tbs) of worden opgelegd als een bijzondere voorwaarde bij een voorwaardelijke vrijheidsstraf. De tbs is in principe ongelimiteerd in tijd en wordt pas opgeheven als psychiaters en rechters van mening zijn dat betrokkene zodanig verbeterd is dat het recidivegevaar is afgewend. De behandeling die als bijzondere voorwaarde wordt opgelegd is in de regel gemaximeerd op 1 jaar, maar kan ook zo lang als de duur van de proeftijd gelden.

## Indicatiestelling Forensische Zorg
Sinds 1 januari 2008 is het ministerie van Justitie verantwoordelijk voor het proces van inkoop, indicatiestelling en plaatsing van forensische zorg in een strafrechtelijk kader. het NIFP/IFZ is verantwoordelijk voor de indicatiestelling voor de forensische, klinische zorg. Het streven is een landelijk uniforme wijze van indicatiestelling te bewerkstelligen voor alle indicerende organisaties. Door middel van indicatiestelling wordt het meest geschikte niveau van zorg en beveiliging voor een patiënt bepaald. Coördinatoren IFZ zijn verantwoordelijk voor dit proces van indicatiestelling. Naast het afgeven van indicatiebesluiten, informeert NIFP/IFZ de zorginkopers over behoeftes aan zorg en eventuele moeilijkheden bij indicatiestelling en zorgtoeleiding.
Het proces van indicatiestelling voor de zorg wordt verder uitgevoerd door verschillende organisaties. De indicatiestelling voor de ambulante zorg wordt verzorgd door 3RO, bestaande uit Reclassering Nederland (RN), Leger des Heils (LdH) en Stichting Verslavingsreclassering GGZ (SVG). Ook het Psychomedisch Overleg (PMO) binnen een PI kan een justitiabele indiceren voor ambulante zorg. De klinische, reguliere verslavingszorg wordt geïndiceerd door SVG.